# Stephen Hawking
Pour les articles homonymes, voir Hawking.
Ne doit pas être confondu avec Stephen Hawkins ou Stephen King.
Stephen William Hawking (prononcé [ˈstiːvən ˈwɪliəm ˈhɔːkɪŋ] ), né le 8 janvier 1942 à Oxford et mort le 14 mars 2018 à Cambridge, est un physicien théoricien et cosmologiste britannique. Ses livres et ses apparitions publiques ont fait de ce théoricien de renommée mondiale une célébrité.
Depuis l'âge d'une vingtaine d'années, Hawking souffre d'une forme rare — de début précoce et d'évolution lente — de sclérose latérale amyotrophique (SLA) ; sa maladie progresse au fil des ans au point de le laisser presque complètement paralysé.
Pourtant, il est professeur de mathématiques à l'université de Cambridge de 1980 à 2009, membre du Gonville and Caius College et chercheur distingué du Perimeter Institute for Theoretical Physics. Il est connu pour ses contributions dans les domaines de la cosmologie et la gravité quantique, en particulier dans le cadre des trous noirs. Son succès est également lié à ses ouvrages de vulgarisation scientifique dans lesquels il discute de ses théories et de la cosmologie en général, en particulier Une brève histoire du temps (1988), suivi de  L'Origine du temps (ultime essai posthume de 2023).
La clé des principaux travaux scientifiques de Stephen Hawking est fondée, en collaboration avec Roger Penrose, sur l'élaboration des théorèmes sur les singularités dans le cadre de la relativité générale, et la prédiction théorique que les trous noirs devraient émettre ce qui est aujourd'hui connu sous le nom de rayonnement de Hawking.

## Biographie

### Enfance et études
Stephen Hawking naît le 8 janvier 1942 à Oxford en Angleterre, et, comme il le rappelait lui-même à titre anecdotique, il est né trois cents ans jour pour jour après la mort de Galilée, lui-même mort le 8 janvier 1642.
Il est le fils du Dr Frank Hawking (1905-1986), un chercheur biologiste, et d'Isobel Hawking (1915-2013), une militante politique. Il a deux jeunes sœurs, Mary et Philippa et un frère adoptif, Edward. Ses parents vivaient à 30 km du nord de Londres[réf. nécessaire] jusqu'au jour où ils ont déménagé à Oxford, Isobel était alors enceinte de Stephen, et ils désiraient un endroit plus sûr pour la naissance de leur premier enfant (Londres était attaquée par la Luftwaffe). Selon l'une des publications de Hawking, un missile V-2 a explosé à quelques rues de l'endroit où ils étaient.
Après la naissance de Stephen, la famille part s'installer à Londres, où son père dirige la division de parasitologie de l'Institut national de la recherche médicale.
En 1950, toute la famille déménage à St Albans dans le Hertfordshire. C'est à l'école de cette ville qu'il poursuit sa scolarité de 1950 à 1953. Si Stephen est un bon élève, il n'est pas un élève exceptionnel. Lorsque, plus tard, on l’interrogea pour savoir s’il y avait un professeur qui l’avait inspiré, il nomma son professeur de mathématiques, Dikran Tahta. Il conservera un lien affectif si fort avec cette école qu'il donnera même son nom à l'une de ses quatre maisons, ainsi qu'à une série de conférences scientifiques extrascolaires.
Hawking a toujours été intéressé par la science. Il s'inscrit à l'université d'Oxford, avec l'intention d'étudier les mathématiques, bien que son père aurait préféré qu'il aille en médecine. Étant donné que les mathématiques n'étaient pas proposées, Hawking choisit alors la physique. Ses intérêts au cours de cette période sont la thermodynamique, la relativité et la mécanique quantique. Son professeur de physique, Robert Berman, déclara plus tard dans le New York Times Magazine :

« Il est uniquement nécessaire pour lui de savoir que quelque chose peut être fait, et il peut alors le faire sans chercher à voir comment d'autres personnes l'ont fait. […] Il n'a pas eu un grand nombre de livres, et il n'a pas pris de notes. Bien entendu, son esprit est complètement différent de ceux de ses contemporains. »

Hawking arriva alors à un examen oral final d'évaluation à la frontière entre les première et seconde classes d'honneur. Berman a dit de l'examen oral :

« Et bien sûr, les examinateurs ont été assez intelligents pour réaliser qu'ils parlaient à quelqu'un de plus intelligent que la plupart d'entre eux. »

Après avoir obtenu son diplôme B.A. à Oxford en 1962, il y reste pour étudier l'astronomie. Il décide cependant d'arrêter, étant plus intéressé par la théorie que par l'étude des taches solaires. Il quitte Oxford, avec les honneurs, pour Trinity Hall où il participe à l'étude de l'astronomie théorique et la cosmologie théorique.

### Maladie et poursuite de ses travaux
Dès son arrivée à Cambridge, il commence à développer les symptômes de la sclérose latérale amyotrophique à début limbique (appelée familièrement aux États-Unis la maladie de Lou Gehrig et en France la maladie de Charcot), une maladie des neurones moteurs qui lui enlève presque tout contrôle neuromusculaire. Au cours de ses deux premières années à Cambridge, il ne se distingue pas, mais après la stabilisation de sa maladie[réf. souhaitée] et avec l'aide de son tuteur de doctorat, William Dennis Sciama, il poursuit sa thèse de doctorat, intitulée Properties of Expanding Universes. Il révèle alors qu'il ne voyait pas beaucoup l'intérêt d'obtenir un doctorat s'il devait mourir bientôt. Hawking a déclaré plus tard que le véritable tournant a été son mariage en 1965 avec Jane Wilde, une étudiante en linguistique. Après avoir obtenu son doctorat, Stephen est devenu chercheur à Gonville and Caius College de Cambridge. L'étude des singularités, concept physique et astronomique récent, permet au chercheur de développer différentes théories, qui le mèneront plus tard du Big Bang aux trous noirs. En premier lieu, Roger Penrose et Stephen Hawking construisent la structure mathématique répondant à la question d'une singularité comme origine de l'Univers. Ensuite, à partir des années 1970, Hawking approfondit ses recherches sur les densités infinies locales, et ses études sur les trous noirs ont fait progresser bien d'autres domaines. Enfin, la théorie du tout, visant à unifier les quatre forces physiques, est au centre des dernières recherches de Hawking. Le but est de démontrer que l'Univers peut être décrit par un modèle mathématique stable, déterminé par les lois physiques connues, en vertu du principe de croissance finie, mais non bornée, modèle auquel Hawking a donné beaucoup de crédit.

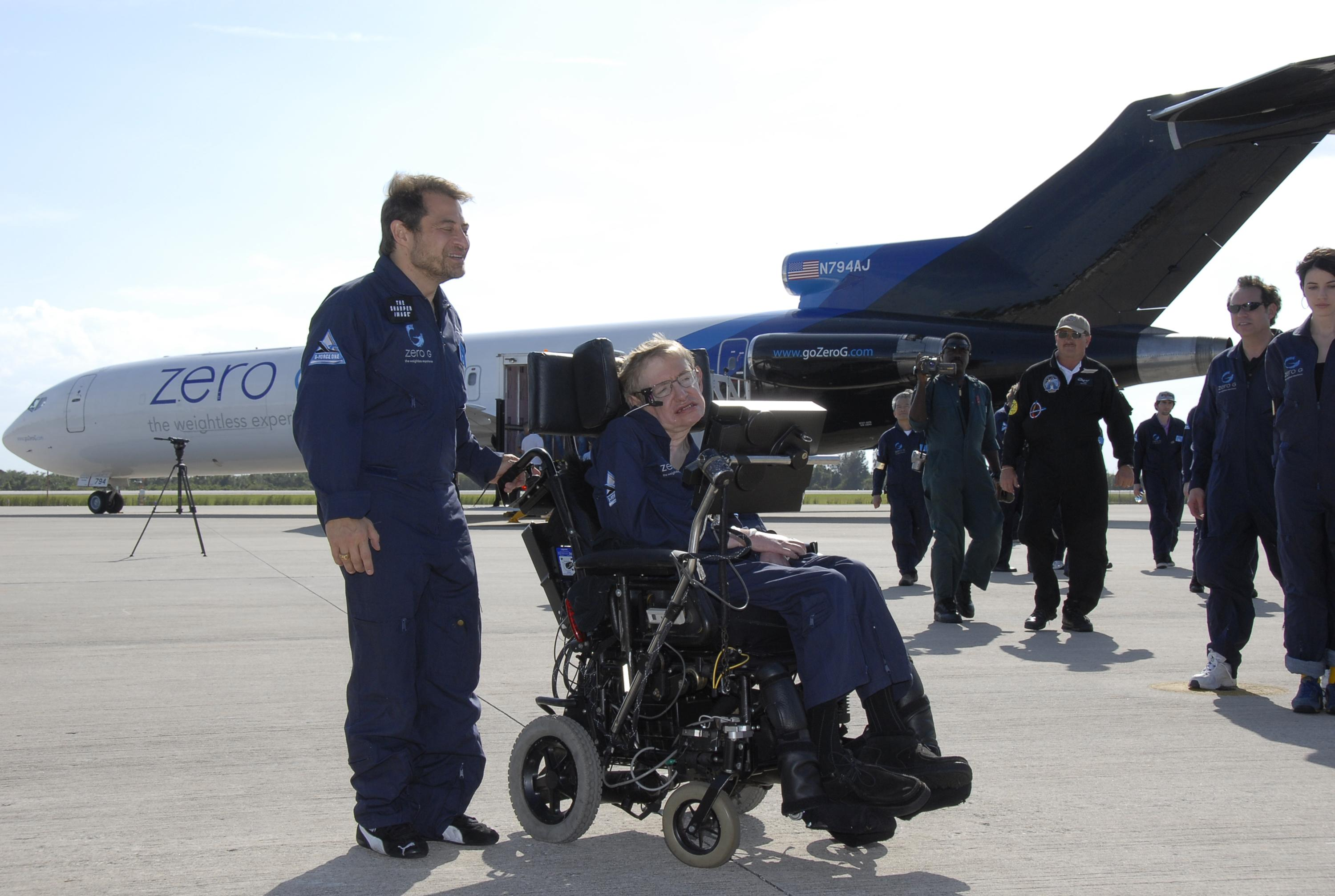
Au centre spatial Kennedy en Floride, en 2007.

En 1974, Hawking est l'un des plus jeunes membres élus de la Royal Society. Il est fait commandeur de l'ordre de l'Empire britannique en 1982, devient Compagnon d'Honneur en 1989. Hawking est également membre du Conseil des auteurs de The Bulletin of the Atomic Scientists.

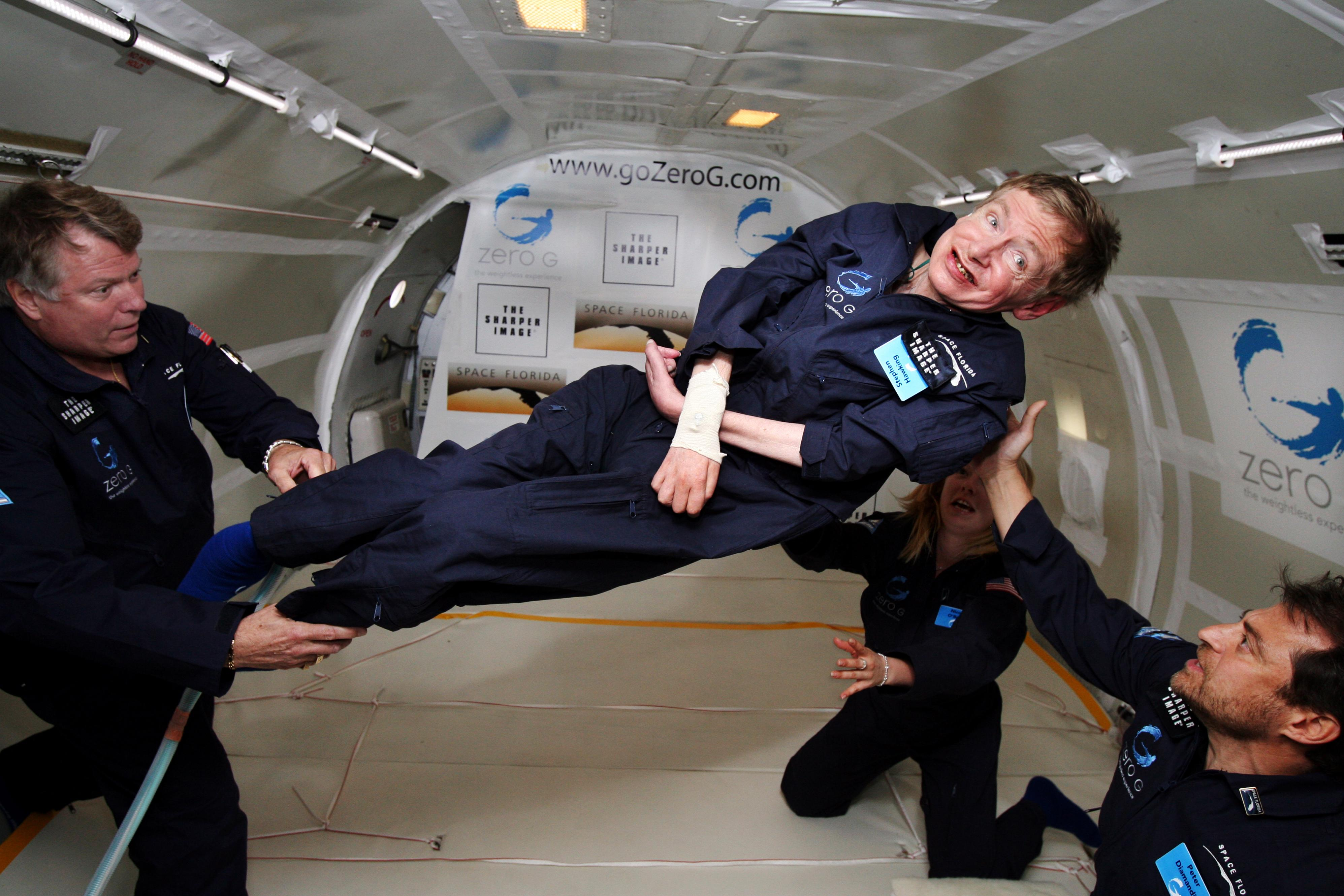
Le professeur Hawking en vol dans un avion zéro-g.

Les travaux de Hawking ont été réalisés en dépit de l'aggravation de la paralysie causée par la SLA. En 1974, il est devenu incapable de se nourrir ou de sortir du lit par lui-même, tandis que son élocution était fortement altérée par sa maladie ; de sorte que seules les personnes le connaissant bien pouvaient encore le comprendre. En 1985, il a contracté une pneumonie et a dû subir une trachéotomie pour mieux respirer, ce qui l'a rendu définitivement incapable de parler. C'est à cette époque qu'on proposa à Jane Wilde Hawking d'éteindre la machine qui le raccrochait à la vie. De fait, les médecins n'estimaient pas possible que Stephen Hawking puisse un jour se porter mieux. Pour autant Jane Wilde Hawking refusa. Les médicaments firent peu à peu effet et permirent à Hawking de se remettre partiellement de sa pneumonie. Walt Waltosz, un informaticien de Californie, a construit un dispositif permettant à Hawking d'écrire sur un ordinateur avec un commutateur dans sa main, tandis qu'un synthétiseur vocal parle pour lui, lisant ce qu'il vient de taper. Ayant perdu l'usage de ses mains, il utilise à partir de 2001 les contractions d'un muscle de sa joue détectées par un capteur infrarouge fixé à une branche de ses lunettes, pouvant ainsi sélectionner les lettres une par une sur un clavier virtuel d'une tablette dont un curseur balaie en permanence l'alphabet, puis sélectionner des mots grâce à un algorithme prédictif. Ce système lui permet d'exprimer cinq mots à la minute et de donner des cours à l’université de Cambridge jusqu’en 2009. Face à l’aggravation de son état, Intel met alors au point une nouvelle interface de contrôle basée sur la reconnaissance faciale des mouvements de ses lèvres et sourcils. La nécessité de toujours peser ses mots (au risque d'en effacer d'autres dans le vocabulaire automatique) n'a pas nui à son style d'une grande limpidité, en particulier dans son livre Une brève histoire du temps (1988).

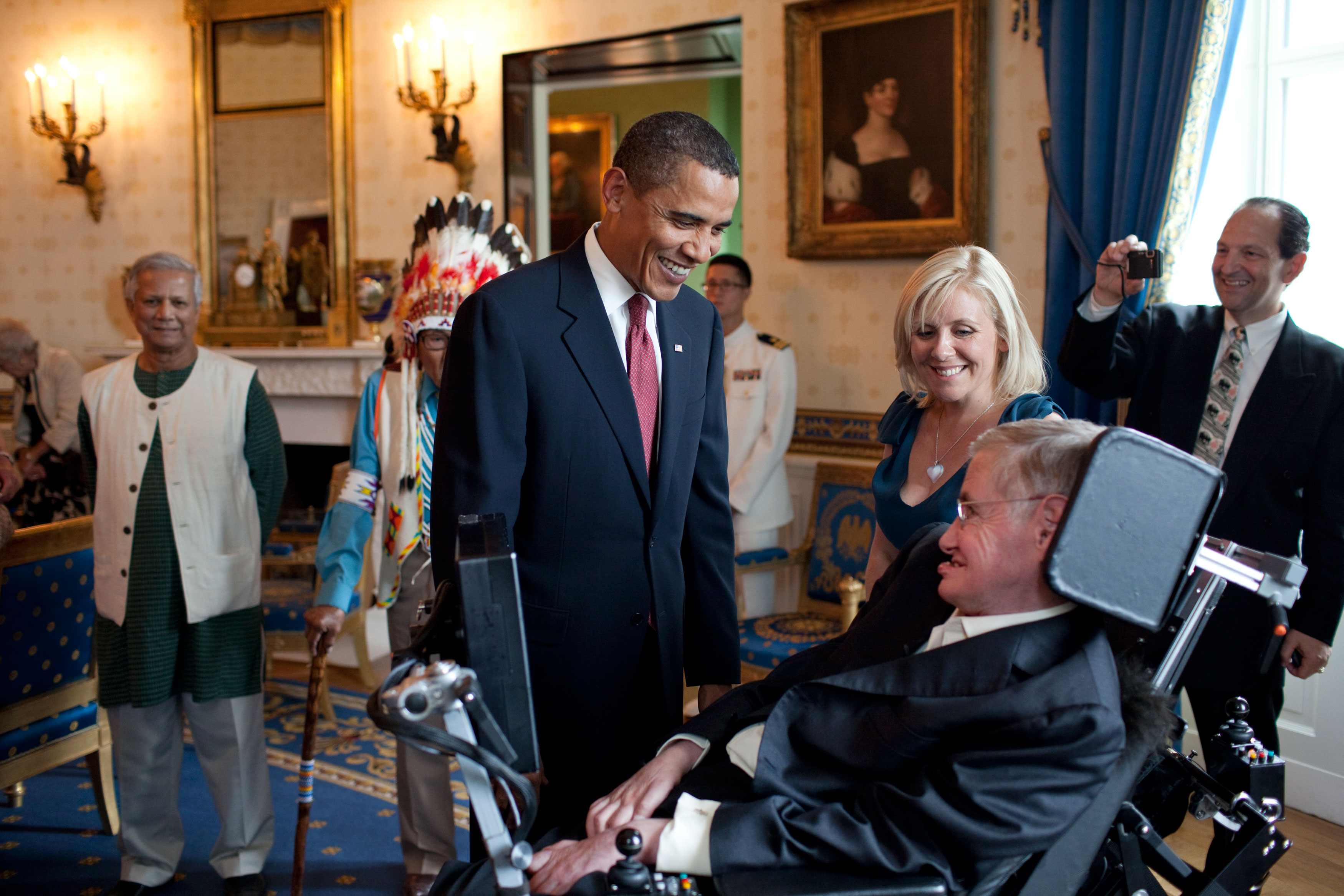
Remise de la médaille présidentielle de la Liberté à la Maison-Blanche, par le président des États-Unis Barack Obama, en 2009

Hawking a cherché à vulgariser son travail, et son livre Une brève histoire du temps est l'un des plus grands succès de la littérature scientifique. Il est resté sur la liste des best-sellers du Sunday Times pendant 237 semaines consécutives (un record). En 2001, paraît son deuxième ouvrage, L'Univers dans une coquille de noix, qui est l'exposé du dernier état de ses réflexions, où il aborde la supergravité et la supersymétrie, la théorie quantique et théorie M, l'holographie et la dualité, la théorie des supercordes et des p-branes, etc. Il s'interroge également sur la possibilité de voyager dans le temps et sur l'existence d'univers multiples. En 2007, il écrit un livre avec sa fille, Georges et les Secrets de l'Univers, premier tome de la série Georges qu'il écrira avec elle. En 2009, Barack Obama lui remet la médaille présidentielle de la Liberté, la plus haute distinction civile accordée aux États-Unis.

## Vie privée

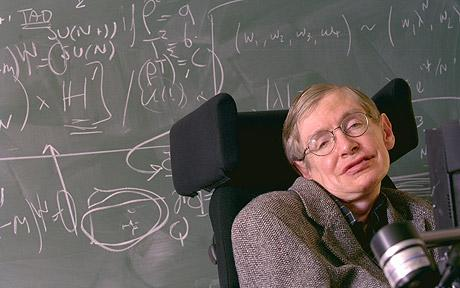
Hawking en 2012.

### Relations
Jane Wilde Hawking, la première femme de Hawking, a pris soin de lui jusqu'à la séparation du couple en 1991. Ils ont eu trois enfants : Robert (1967), Lucy (1970) et Timothy (1979). La fille de Hawking, Lucy, est romancière. Leur fils aîné, Robert, a émigré aux États-Unis où il est marié et a eu un enfant, George Edward Hawking. Avec son épouse, Stephen Hawking possédait une maison dans la commune française de Bermicourt.
En 1999, Jane Hawking publie Music to Move the Stars, un énorme opus de 600 pages racontant leur rencontre, deux étudiants quelque peu timides et intellectuellement doués qui tombent amoureux, se marient et fondent une famille. Elle avait épousé le professeur Hawking après qu'il eut appris son diagnostic de maladie des motoneurones. Le récit, assez complet, raconte les années intermédiaires jusqu'à la fin de leur mariage, la présence du musicien Jonathan dans la famille, pour aider aux soins physiques du professeur et lui fournir le soutien émotionnel, et la relation qu'elle entamera avec cet homme. Elle évoque aussi l'arrivée au foyer de l'infirmière Elaine Mason, sa liaison avec Stephen Hawking qui mènera au divorce et au remariage de celui-ci.
Stephen Hawking épouse donc, en 1995, son infirmière Elaine Mason (auparavant mariée à David Mason, le concepteur de la première version de l'ordinateur parlant d'Hawking). En 2004 sont publiés les comptes-rendus de plusieurs procès-verbaux impliquant Elaine dans des affaires de maltraitance à son égard. En octobre 2006, Hawking demande le divorce de sa seconde épouse.

### Mort et obsèques

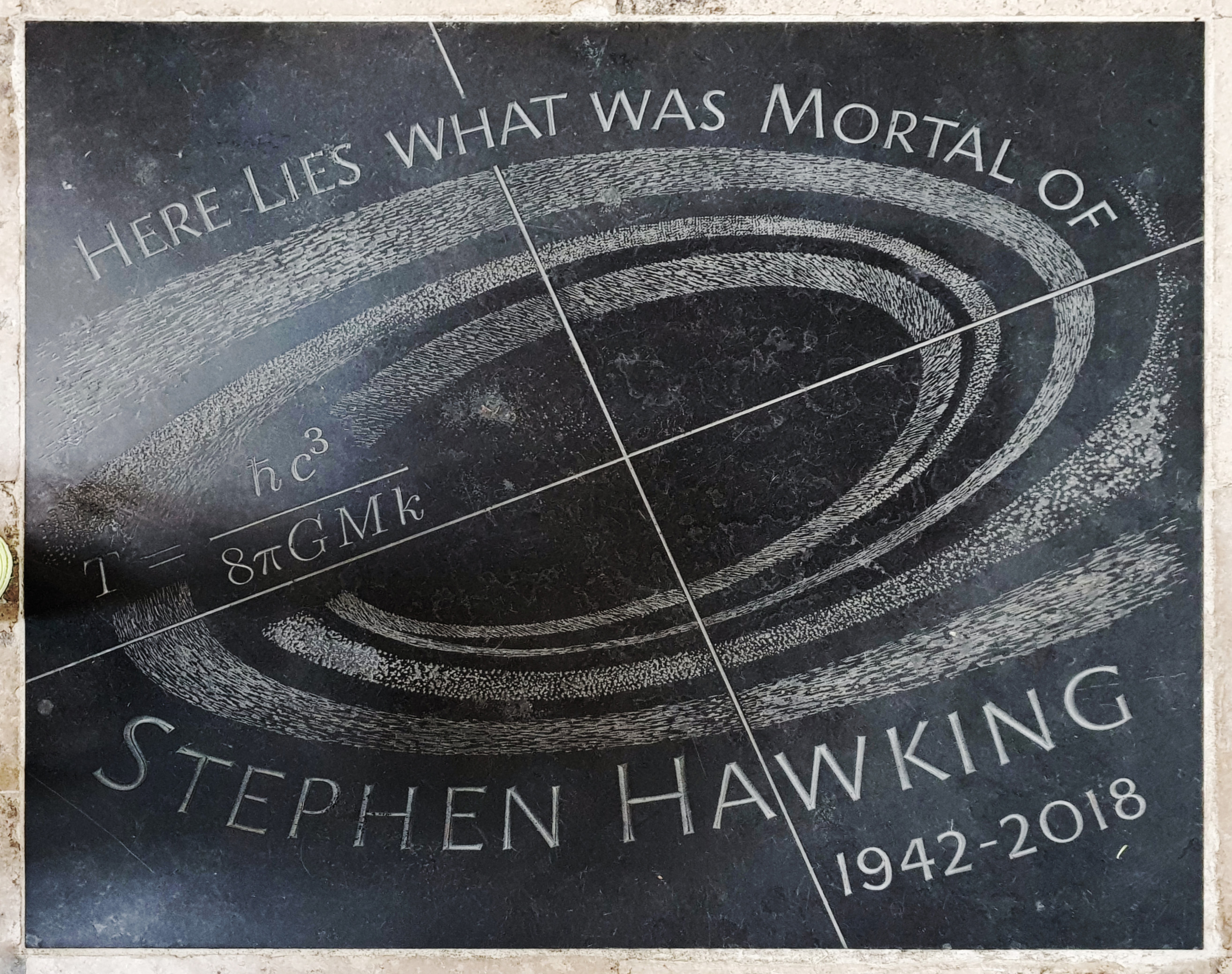
Sépulture à l'Abbaye de Westminster de Londres, entre Isaac Newton et Charles Darwin.

Le 14 mars 2018, Stephen Hawking meurt à son domicile de Cambridge à 76 ans,,,,, durant la journée de pi et le jour anniversaire de la naissance de son pair Albert Einstein. Alors que le monde scientifique, politique, culturel rend hommage à l'homme (Unesco, Nasa, Hubert Reeves, Les Simpson…), la page Wikipédia de l'astrophysicien enregistre des records (plus de 7 millions de consultations le jour de sa mort sur la page en anglais, plus d'un demi-million sur la page en français).
Les obsèques de Stephen Hawking se déroulent le 31 mars 2018 à Cambridge. Ses cendres sont inhumées le 15 juin 2018 en l'abbaye de Westminster, et reposent à côté de la tombe d'Isaac Newton, et de Charles Darwin.
Un enregistrement sonore de six minutes comprenant la voix du scientifique accompagné d'une composition du musicien Vangelis sont également envoyés vers 1A 0620-00 au moyen d'une antenne parabolique de l'ESA.

## Ses recherches

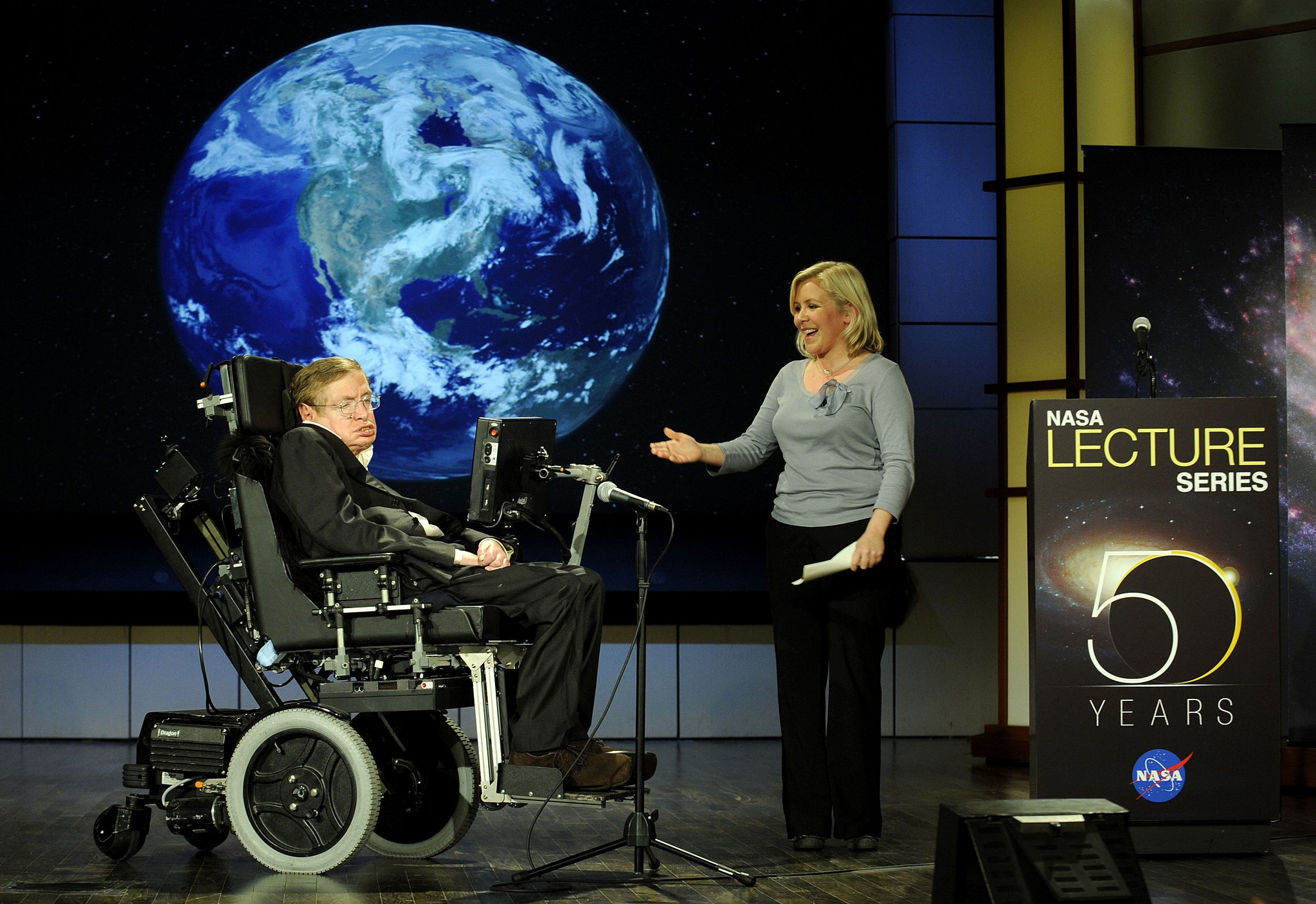
Hawking donnant une conférence pour les 50 ans de la NASA, en 2008, avec sa fille Lucy Hawking.

Les principaux domaines de recherches de Hawking sont la cosmologie et la gravité quantique.
À la fin des années 1960, lui et son ami et collègue de Cambridge, Roger Penrose, ont appliqué un nouveau modèle mathématique complexe, qu'ils ont créé à partir de la théorie d'Albert Einstein sur la relativité générale. Cela a conduit Hawking à prouver en 1970, le premier de nombreux théorèmes sur les singularités, tels les théorèmes capables de fournir un ensemble de conditions suffisantes à l'existence d'une singularité dans l'espace-temps. Ce travail a montré que, loin d'être une curiosité mathématique qui ne figure que dans des cas particuliers, les singularités sont assez génériques dans la relativité générale.

### Le rayonnement de Hawking

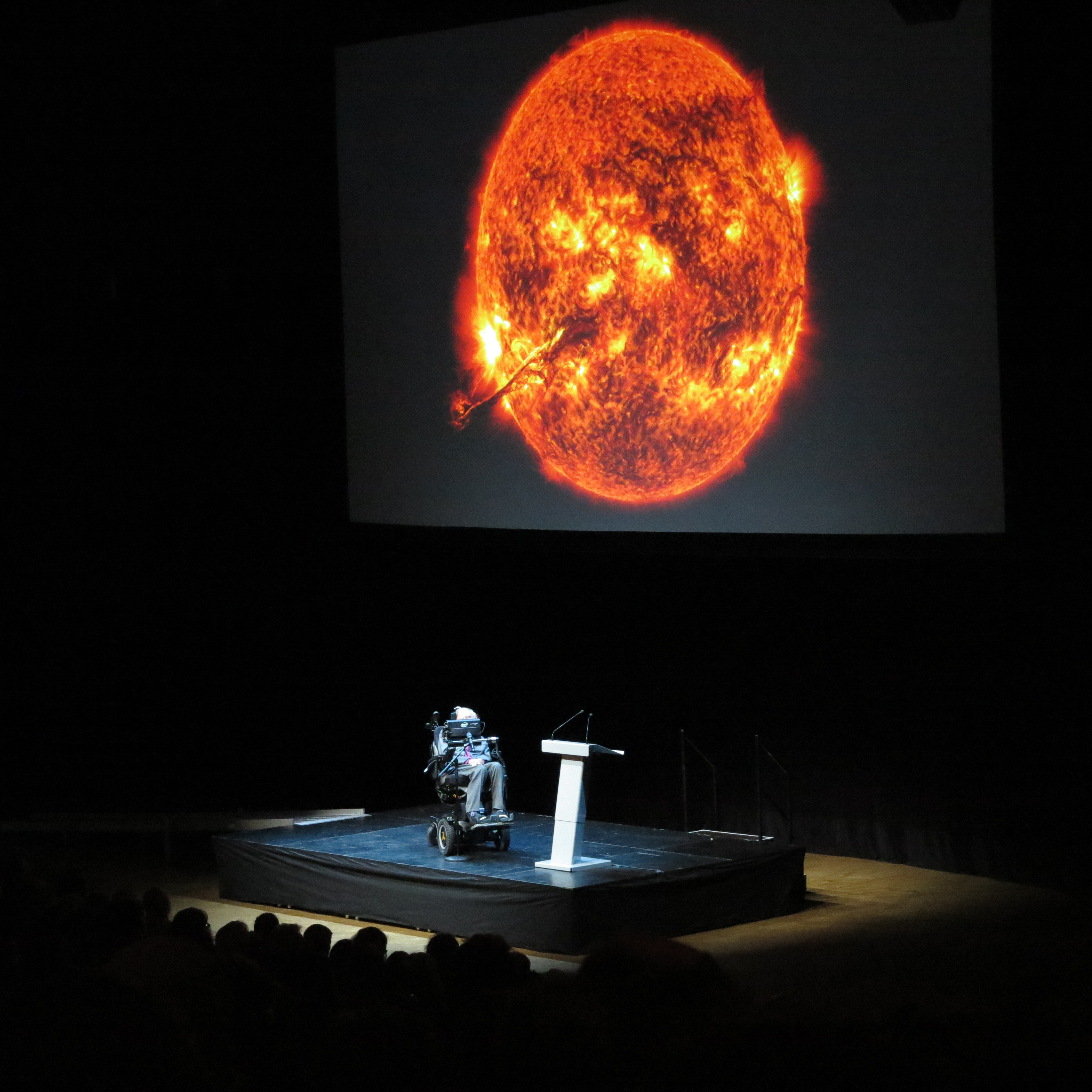
À un congrès de Stockholm en 2015.

Au milieu des années 1960, alors qu'il poursuit ses études de physicien en vue d'obtenir son doctorat, Hawking démontre que la théorie de la relativité générale d'Einstein implique que l'espace et le temps ont un commencement, le Big Bang, et une fin, les trous noirs.
Ces conclusions le conduisent à découvrir dès 1963 que les trous noirs ne seraient pas si noirs que cela, mais qu'ils seraient capables d'émettre un rayonnement, depuis lors appelé le rayonnement de Hawking (ou parfois rayonnement de Bekenstein-Hawking)
Le rayonnement de Hawking correspond à un rayonnement de corps noir. Il est émis dans toutes les directions et conduit à deux conclusions :
- d'une part, ce rayonnement renverse la définition même du trou noir puisque, dans ce cas-ci, il libère des particules dans l'espace ;
- d'autre part, ce phénomène conduit à son évaporation quantique et sa disparition dans un intense flash d'énergie pure[réf. nécessaire].

### Les mini trous noirs
En 1971, Hawking avance l'hypothèse que le phénomène du Big Bang aurait dispersé dans l'espace des micro trous noirs d’une masse d’environ 109 tonnes et de la taille d'un proton ainsi que des trous noirs plus massifs et de la taille d'une montagne. Des trous noirs aussi massifs que dix millions de masses solaires pourraient également résider au centre des galaxies, ce qui expliquerait l'intense énergie émise par les radiogalaxies et les quasars.

### L'entropie des trous noirs

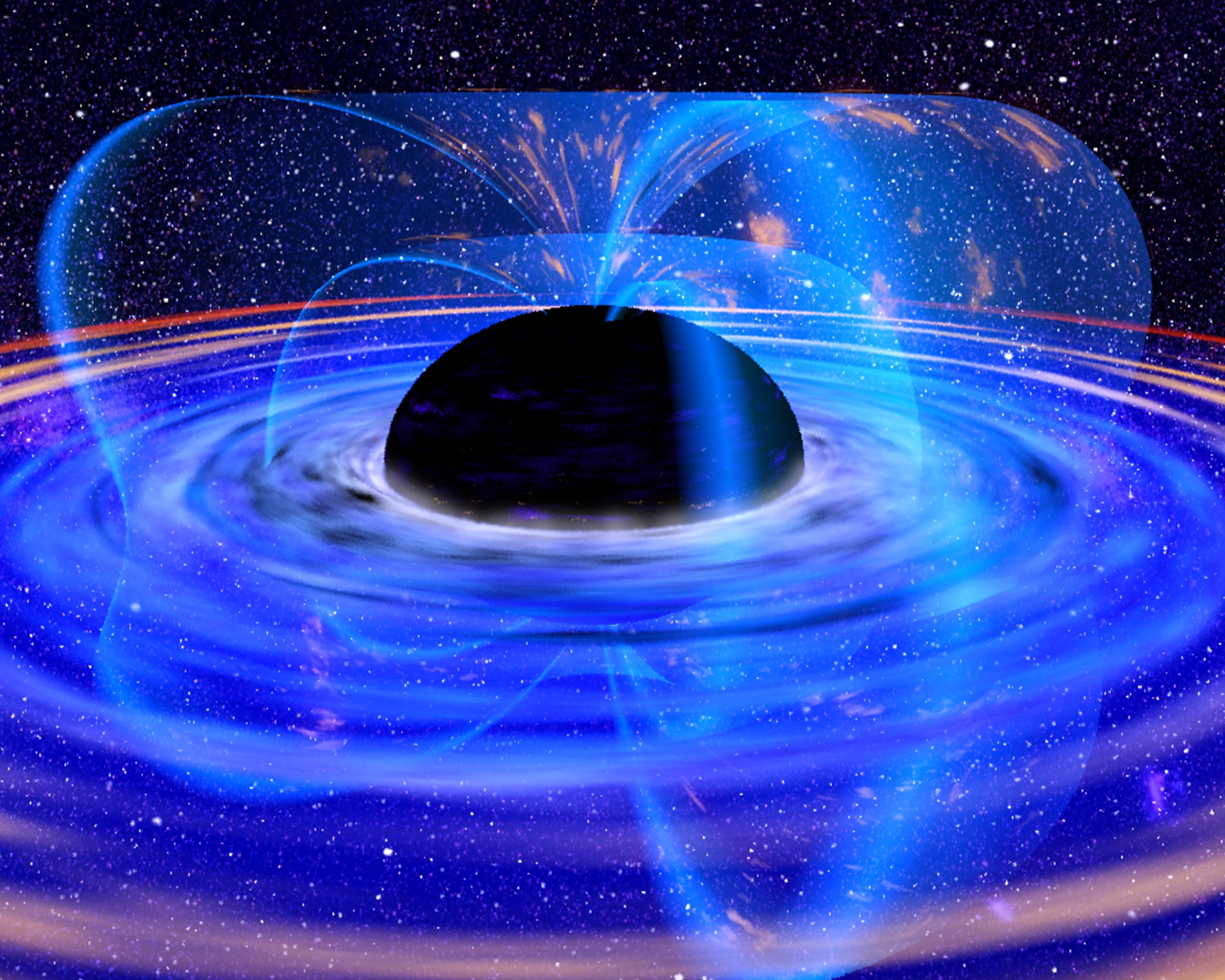
Trou noir : vue d'artiste.

Mais à force de calculs, il découvre également qu'en appliquant les lois de la physique quantique à la cosmologie, il peut déterminer la dimension des singularités, ces « points de densité et de courbure d'espace-temps infinis » prédits par la relativité générale et que l'on ne peut pas traiter mathématiquement. Il réalise que l'horizon des événements des trous noirs (la limite sous laquelle rien ne peut s'échapper) ne peut pas diminuer lorsqu'il attire de la matière. Si on prend une analogie avec la thermodynamique dit-il, c'est exactement ce que dit la deuxième loi de la thermodynamique : « dans un système isolé, l'entropie (son degré de désordre) ne peut pas décroître ». D'autres disent plus simplement que le chaos augmente. Dans une singularité, le système thermodynamique est totalement désordonné, car le tenseur de Weyl est dominant, il tend même vers l’infini, ce qui permet à Hawking de conclure que son entropie est maximale. Mais son confrère, Jacob Bekenstein de l'université de Princeton lui répond qu'il ne s'agit pas seulement d'une analogie, l'horizon des événements représente la mesure de l'entropie du trou noir. Il s'ensuit un échange d'arguments par articles interposés jusqu'à ce qu'Hawking lui fasse remarquer que si un trou noir présente une entropie, il a donc aussi une température, et s'il a une température, il doit émettre un rayonnement, mais que par définition un trou noir n'émet rien, aucun rayonnement. C'est alors qu'Hawking va plus loin dans ses calculs et découvre qu'un trou noir peut finalement émettre un rayonnement de manière constante.
Il pense tout d'abord avoir fait une erreur de calcul et garde ses travaux pour lui : « Je craignais, dit-il, que Bekenstein ne le découvre, et ne l'utilise comme argument pour appuyer sa propre théorie ». Finalement, Hawking le convainc de l'exactitude de son résultat et qu'on peut utiliser la physique quantique pour expliquer le mécanisme de rayonnement qui porte aujourd'hui son nom. Bekenstein s'y plie à contrecœur, disant que c'est « fondamentalement exact mais d'une manière à laquelle je ne m'attendais certainement pas ».
Plus tard, Hawking aborde cette question avec moult détails dans la première version de son livre Trous noirs et bébés univers, puis il supprime ce passage et se contente d'indiquer que Jacob Bekenstein lui a fait une « suggestion cruciale ». On lui attribue la volonté de tourner la théorie de Bekenstein en dérision (en la traitant de « scandaleuse » ou d'« insensée ») pour accroître la valeur de ses propres résultats. Même son directeur de thèse, le Professeur Dennis Sciama, juge « son ton méprisant face au travail de Bekenstein. » Finalement, tout le travail de son concurrent est oublié.

### Le paradoxe de l'information
Si un trou noir est capable de rayonner, ce n’est pas pour autant que ce rayonnement contient une information sur le trou noir. La particule émise peut être quelconque tant que sa longueur d’onde est supérieure au quart de la circonférence du trou noir (celle de l’horizon des événements). En fait, en absorbant tout jusqu’à la lumière, le trou noir devient une « censure cosmique », comme le disait Penrose, ne libérant aucune information sur ses propriétés. Du moins Hawking le pensait à l’époque. Mais cela n’étant qu’une solution théorique tirée de ses calculs, il fait le pari avec Kip Thorne contre John Preskill que les trous noirs constituent la phase terminale de l’Univers et emprisonnent à jamais tout ce qui passe à leur proximité sans libérer la moindre information. Le 21 juillet 2004, il reconnaît avoir perdu son pari et admet, avec Leonard Susskind, que l’information apparemment captive pourrait rester concentrée sur l’horizon d’un trou noir, donc sur une surface, par analogie avec un hologramme qui concentre une information sur une image à trois dimensions, également sur une surface.

### Les trous de ver

Schéma d’un trou de ver de masse négative.

Hawking et Einstein décrivent également les « trous de ver » (wormholes), des fluctuations quantiques dans l’espace-temps qui, à l’image des tunnels, permettraient de prendre des raccourcis dans l’espace-temps. Cette théorie est rapidement reprise et vulgarisée par les médias, bien que rien ne prouve que ces trous de ver existent et que personne ne soit capable de dire si ces entités — qui ont une échelle subatomique — peuvent se maintenir à l’échelle macroscopique sans s’effondrer en raison de leur instabilité intrinsèque.

### La flèche du temps et l'Univers sans bord
En 1983, Hartle et Hawking abordent également la question de la flèche du temps. Hawking propose (ceci n’étant pas déduit d’un principe physique fondamental) la conjecture d’un Univers sans bord (no-boundary) qui n’aurait pas de frontière, prenant naissance dans un temps imaginaire pour éviter l’écueil des infinis et des instants zéro asymptotiques et inaccessibles. Hawking explique que c’est la seule manière d’entrevoir le commencement de l’Univers d’une manière totalement déterminée par les seules lois de la science, sous-entendant qu'un « Créateur » n’y joue aucun rôle.

### La théorie de l'inflation
L'inflation cosmique est un modèle cosmologique s'insérant dans le paradigme du Big Bang qui explique une grande expansion rapide de l'Univers primordial qui lui aurait permis de grossir d'un facteur considérable.
Quand le temps de Planck, qui était jusque là unifié aux trois autres interactions, se dissocie, c’est la fin de l’ère de Planck. L’Univers est dans un état de vide quantique. La matière ordinaire n’existe pas, mais il y a une formidable agitation due à la création et à la disparition de particules et d’antiparticules virtuelles.
L'idée d'Alan Guth fut d'imaginer que de telles configurations de champ uniforme emplissent l'espace non seulement d'une énergie uniforme, mais également d'une pression négative uniforme. C'est ainsi qu'il a découvert un mécanisme physique produisant une gravitation négative.
L'une des dernières études de Stephen Hawking a été l'inflation éternelle qui spécule l’existence d'un multivers infini.
Notre univers est apparu lors du Big Bang. Juste après, l’Univers a connu une période pendant laquelle il a grossi de façon colossale, appelée « inflation cosmique », que nous venons d'expliquer. Selon certains scientifiques, cette phase d’inflation pourrait ne pas s’être arrêtée. C’est sur cette hypothèse que se base la théorie de « l’inflation éternelle », qui implique l’existence d’un multivers infini. « La théorie habituelle de l’inflation éternelle prédit que globalement, notre univers est comme une infinie avec une mosaïque de différentes poches-univers séparées par un océan en inflation », expliquait Stephen Hawking.
Pourtant, dans leurs derniers travaux, Stephen Hawking et Thomas Hertog (en) remettent en question ce point de vue. La recherche des scientifiques suggère que le nombre d’univers est beaucoup moins grand que ce que l’on croyait. Ils avancent également que tous ces univers ne varieraient pas vraiment l’un de l’autre et auraient une physique similaire à la nôtre. Aussi intéressante soit-elle, cette étude ne reste qu’une hypothèse, qui malgré le génie de Hawking n’est toujours pas vérifiable.

### Nouvelle théorie sur les trous noirs
Stephen Hawking est sur le devant de la scène en juillet 2004 en présentant une nouvelle théorie sur les trous noirs qui va à l'encontre de son ancienne théorie, perdant ainsi un pari que Kip Thorne et lui avaient fait avec John Preskill, un physicien des particules. Classiquement, on peut montrer que l'information qui passe par l’horizon d'un trou noir est perdue pour notre univers. Ce fait est connu sous le nom de théorème de calvitie. Le problème avec ce théorème est qu'il implique que le trou noir émet le même rayonnement quel que soit ce qui y rentre. Ainsi, si un état pur quantique est jeté dans un trou noir, un état mélangé en ressortira. Ceci va à l'encontre des règles de la mécanique quantique et est connu sous le nom de paradoxe de l'information perdue des trous noirs.
Hawking avait auparavant spéculé que la singularité au centre du trou noir pouvait former un pont vers un « bébé univers » dans lequel l'information perdue pouvait passer ; de telles théories sont très populaires dans la science-fiction. Mais d'après la nouvelle idée de Hawking, présentée à la 17e Conférence internationale sur la relativité générale et la gravitation, le 21 juillet 2004 à Dublin, les trous noirs finissent par transmettre, de manière désordonnée, l'information de toute la matière qu'ils avalent.
Ayant conclu que l'information est conservée, Hawking concède qu'il a perdu son pari, cédant à Preskill son encyclopédie. Toutefois, Thorne reste dubitatif vis-à-vis de la démonstration de Hawking et refuse de contribuer à la récompense.
En juillet 2005, l'annonce de Hawking a donné lieu à une publication dans la revue Physical Review et largement débattue dans la communauté scientifique.
En 2014, Stephen Hawking déclare à la revue Nature, après sa conférence à l’Institut Kavli pour la physique théorique à Santa Barbara en Californie :

« Il n’y a pas de trou noir… le concept de trou noir est incompatible avec la physique quantique. »

« On ne peut rendre compte parfaitement de ces astres curieux tant que nous n’avons pas élaboré une théorie de la gravité unifiée, capable de concilier les lois de la physique quantique des échelles subatomiques avec la relativité générale qui rend compte de l’astronomie. »

Actuellement, deux théories sont en confrontation : la théorie des cordes et celle des boucles.

## Polémiques, prises de position
- En 2008, Hawking affirme qu'il serait « plus enthousiasmant » que le Large Hadron Collider échoue à trouver le boson de Higgs, dont la découverte est un des objectifs prioritaires, ce qui lui a valu un échange vif avec Peter Higgs, qui avait prédit l'existence de cette particule en 1964[35].
- Il suscite une controverse lors de la parution en 2011 de son livre Y a-t-il un grand architecte dans l'Univers ? Il lui est notamment reproché de faire la confusion entre sciences, philosophie et vocabulaire religieux et de présenter la théorie M unifiant gravitation et forces électromagnétiques et nucléaires, comme « celle recherchée en vain par Einstein »[36]. En 2014, il se déclare athée dans un entretien du journal espagnol El Mundo[37].
- Hawking soutient dans une conférence en 2011 que la philosophie est morte, et que : « Les philosophes n'ont pas suivi les développements modernes de la science. Particulièrement la physique » (en anglais : Philosophers have not kept up with modern developments in science. Particularly physics). Les philosophes ont été selon lui remplacés par les scientifiques pour répondre aux grandes questions sur l'univers et le temps : « Les scientifiques sont devenus les porteurs du flambeau de la découverte dans notre quête de la connaissance » (Scientists have become the bearers of the torch of discovery in our quest for knowledge[38]).
- Afin de protester contre le traitement réservé par Israël aux Palestiniens, Hawking décide de se retirer d'une conférence annuelle organisée en juin 2013 en Israël et intitulée « Faire face à demain 2013 ». Il devait y intervenir aux côtés de personnalités telles que l'ancien président américain Bill Clinton et de l'ancien Premier ministre britannique Tony Blair. Par cet acte, le scientifique officialise son soutien à la campagne de boycott académique d'Israël. En effet, Hawking avait déjà dénoncé en 2009 l'opération Plomb durci menée pendant trois semaines par Israël dans la bande de Gaza, qualifiant de « disproportionnée » la réponse apportée par l’État hébreu aux tirs de roquettes palestiniens. Il avait déclaré sur la chaîne Al-Jazeera : « La situation ressemble à celle qui prévalait en Afrique du Sud avant 1990 et ne peut continuer »[39],[40].
- Lors d'une interview à la BBC en 2014, au sujet de l'intelligence artificielle, Hawking déclare : « Les formes d'intelligences que nous avons déjà se sont montrées très utiles. Mais je pense que le développement d'une intelligence artificielle complète pourrait mettre fin à la race humaine. Les humains, limités par une lente évolution biologique, ne pourraient pas rivaliser et seraient dépassés »[41].
- En juillet 2015, Stephen Hawking apporte son soutien aux Breakthrough Initiatives qui est un programme de recherche de vie extraterrestre financé par Iouri Milner et soutenu par certains scientifiques[42],[43],[44],[45].
- En juillet 2016, dans le journal The Guardian, Hawking explique que pour espérer survivre aux importants défis à venir — le réchauffement climatique, la production alimentaire, la surpopulation, etc. — il fallait résister à l'individualisme et l'isolationnisme qui nourrissent les mouvements politiques : « Nous allons devoir nous adapter, repenser, recentrer et modifier certaines de nos hypothèses fondamentales sur ce que nous entendons par la richesse, les biens, par les miens, par les vôtres. Comme les enfants, nous allons devoir apprendre à partager. Si nous échouons, alors les forces qui ont contribué au Brexit, la progression de l'isolationnisme, pas seulement au Royaume-Uni mais partout dans le monde, qui naît du manque de partage, d'une définition biaisée de la richesse et de l'incapacité de la partager plus équitablement, à la fois dans les États mais aussi entre eux, se renforceront. Si cela arrivait, je ne serais pas optimiste pour le futur de notre espèce »[46].
- Le 14 novembre 2016, Stephen Hawking invité à un débat organisé par l'Oxford Union Society y estime que l'Homme risque de ne pas survivre plus de 1 000 ans sur Terre et il invite à considérer le voyage dans l'espace comme l'une des solutions de survie de l'humanité[47].

## Science-fiction
- Stephen Hawking n'a jamais caché l'intérêt qu'il porte à l'univers de Star Trek. Il joue son propre rôle dans le prologue de l'épisode Descente aux enfers de la série Star Trek : La Nouvelle Génération, engagé dans une partie de poker avec Isaac Newton et Albert Einstein. Dans l'épisode final de cette même série, le personnage de Data est titulaire de la chaire lucasienne, celle-là même qu'a occupée Hawking à Cambridge, à la suite de Newton. Il est également amateur de la série britannique Red Dwarf, qu'il commente notamment dans un documentaire consacré aux dix ans de cette série.
- La série Masters of Science Fiction est présentée oralement par Stephen Hawking.
- Stephen Hawking a préfacé l'ouvrage : La Physique de Star Trek, ou Comment visiter l'univers en pyjama de Lawrence M. Krauss.
- Dans l'œuvre de Dan Simmons, Les Cantos d'Hypérion, certains vaisseaux spatiaux sont équipés du système de propulsion « Hawking », leur permettant d'atteindre des vitesses supraluminiques.

### Apparitions ou caméo

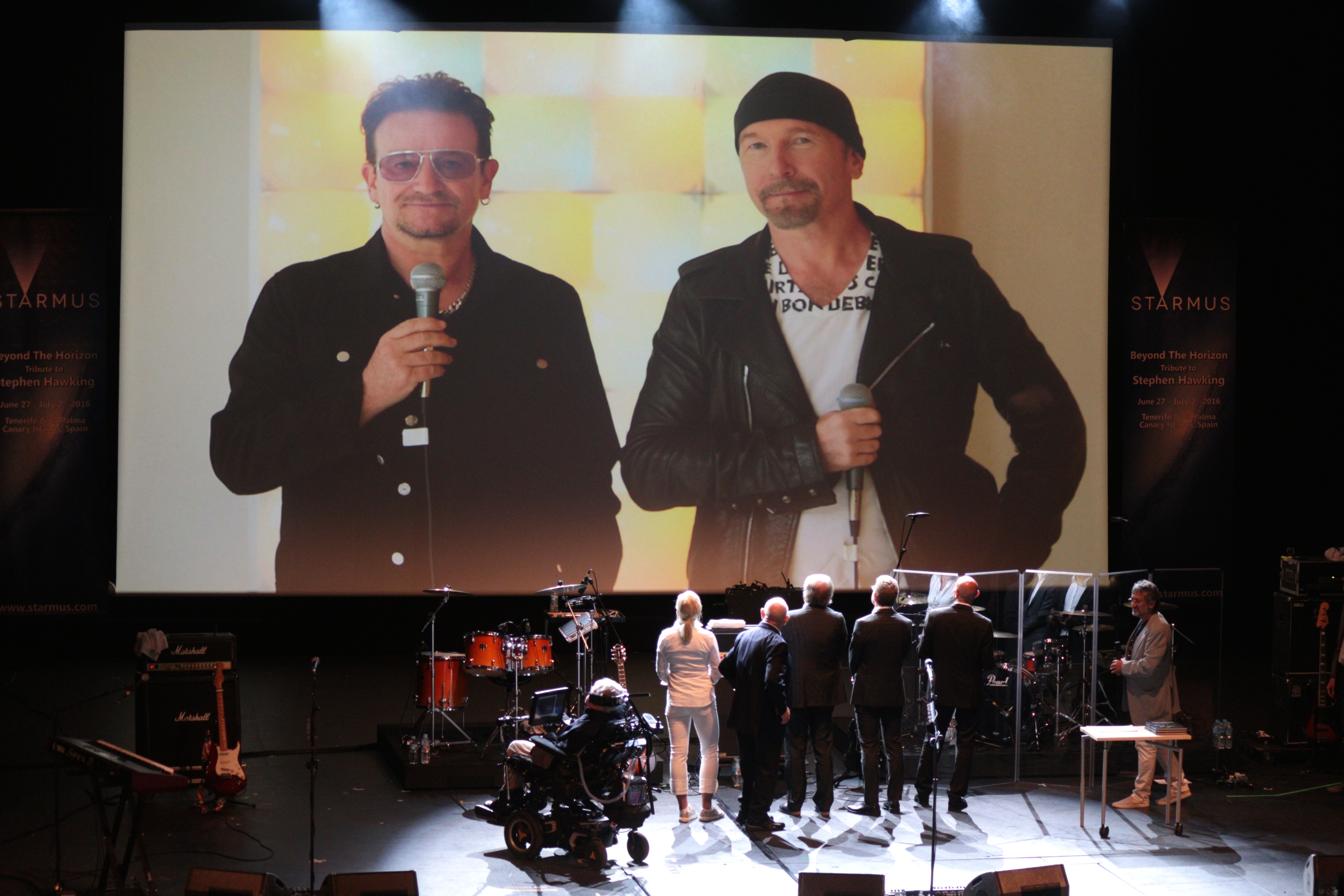
Avec le groupe U2 aux îles Canaries en 2016.

## Distinctions et honneurs

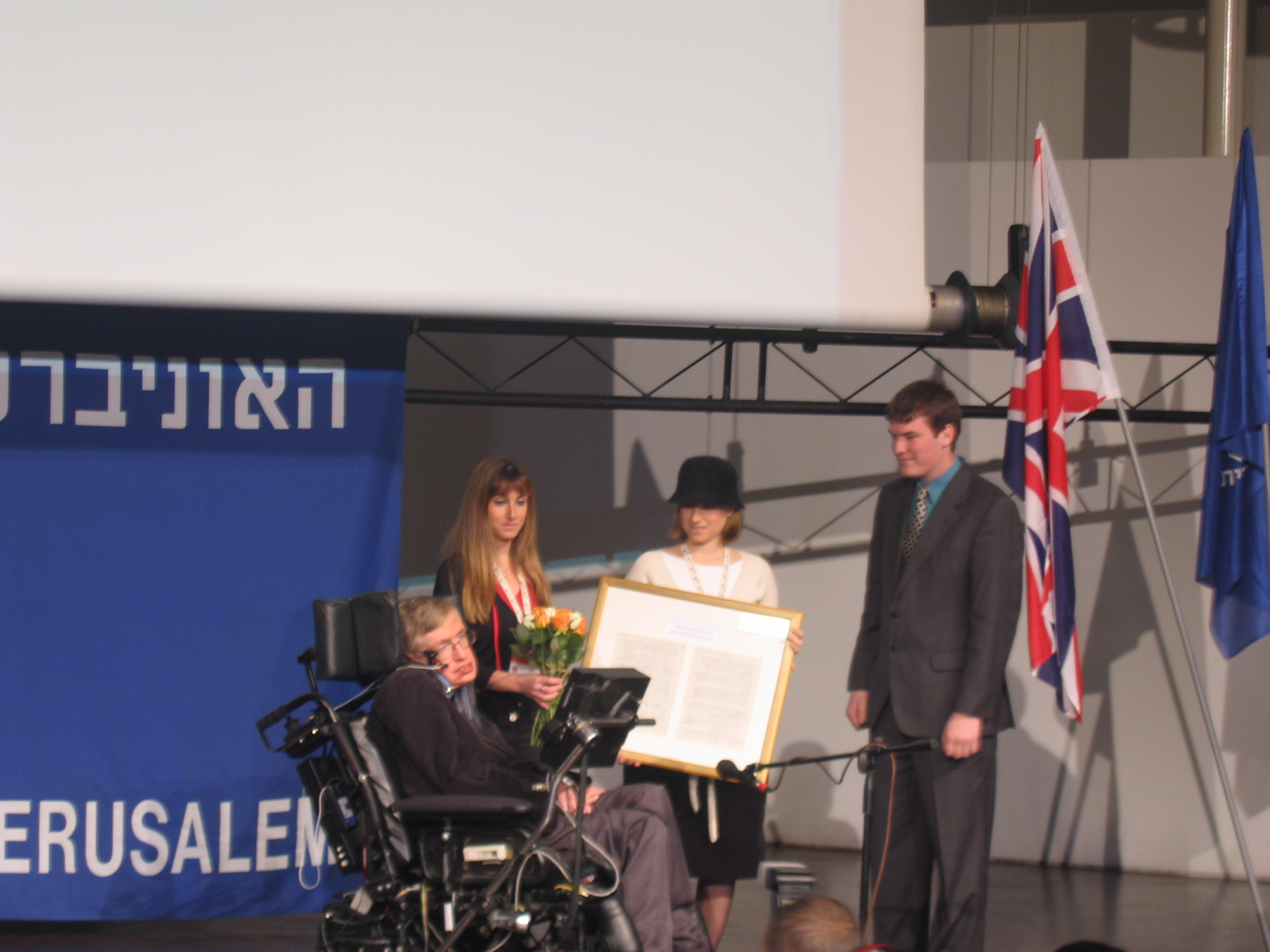
Stephen Hawking recevant un fac-similé de manuscrits d'Einstein de l'article qui définit sa fameuse équation, après qu'Hawking a donné une conférence publique à l'université hébraïque de Jérusalem le 14 décembre 2006.